# Историја старог Египта
Пре око 5.000 година на обалама реке Нил у северној Африци развијала се цивилизација старог Египта. Њен развој је трајао преко 3.000 година - дуже него иједне друге цивилизације у светској историји. Египат има историју дугу 6.000 година и многе туристичке атракције - пре свега пирамиде као једино преостало од седам светских чуда, затим огромни кип сфинге, гробницу краља Тутанкамона и многе друге.

## Историјско раздобље Египта
Скоро истовремено са појавом палеолитског човека у Европи, налазимо трагове људи и у ушћу Нила на египатској висоравни која је омеђена Либијском пустињом на западу, Арапским полуострвом на истоку, Средоземним морем на северу и првим катарактом Нила на југу. Нил је друга река по дужинина у земљи а протеже се од извора речице Кагера која се улива у језеро Викторија-Нуанза из ког даље истиче Викторијин Нил. Укупна дужина те чудесне реке износи 6.497 km. 
У Горњем Египту киша готово никад не пада, док у Доњем Египту око Каира, пада повремено и не обилно. Због тога је свакогодишња нилска поплава заиста највећи догађај у целој земљи јер од ње зависи таложење плодоносног муља који даје благостање. Потпуно је разумљиво што су Египћани од најстаријих времена Нил сматрали светом појавом, па су га чак прогласили божанством.
Савладавањем технике обраде камена у микролите (малене прецизне камене алатке) означен је прелаз из палеолита у мезолит. За то доба најкарактеристичнија је Капсијенска култура.
Задња фаза Себилијенске културе, одговара раној Натуфијској култури у Палестини, па је можемо датирати између 9. и 7. миленијума пре Христа. Најстарији налази неолитског човека Египта пронађени су у Фајуму и датирају из 4400. до 4200. године пре нове ере.
То су налази каменог ручног клина и керамичке посуде у фрагментима, но оне, за разлику од других налазишта тог доба у Европи, нису били in situ, односно на месту настанка, него су донесени Нилом из горњег тока. Око њих не постоје ни кости ни други остаци човека ни насеља па је тешко утврдити одакле заиста потичу, но са сигурношћу се може тврдити да су налази заиста из тога доба.
Тек у неолиту настаје Египат који познајемо (стари Египат) јер се људи стално насељавају у долини Нила и постају пастири и пољопривредници. Некако у то доба, почетком 6. века и годишња мена Нила се устаљује. Са том предвидивом стабилношћу коју људи препознају и користе почиње ера благостања за ту земљу све до данас.
Прва енеолитска (металнодобна) култура старог Египта је Бадаријанска култура коју датирамо под крај петог миленијума п. н. е. име је добила по налазишту Ел Бадари. Она траје око 400 година тј. од 4000. до 3600. п. н. е.
Млађа од те културе назива се Амратијанска култура према налазишту у ел Амреху.
Након ње следи Герзеанска култура имена по налазишту у близини места Герзеха који се налази у оази. Њу стављамо у доба између 3600. до 3400. п. н. е. Последња фаза те културе, која је уједно и последња преддинастичка култура, прелази у историјско раздобље.

## Подела египатске историје и преглед династија
Праисторијска времена
Најстарије доба. Време божанских династија
Прве државе у Доњем Египту. Краљеви поштоваоци Хоруса
Тинијске династије (I и II) око 3315. – 2895. п. н. е.
Стара држава
III Мемфијска династија 2895—2840.
IV Мемфиска династија 2840—2680.
V Мемфиска династија 2680—2540.
VI, VII и VIII Мемфиска династија 2540—2360.

Прелазно раздобље
X и XI Хераклеополска династија 2360. 2180.

Средња држава
(2160—1580)
XI Тебанска династија 2160. – 2000.
XII Тебанска династија 2000. – 1785.

Распад државе и владавина странаца
(1785—1680)
XIII династија 1785—1680.
Од XIV до XVII династије – владавина Хикса 1680—1580.
Нова држава
XVIII Тебанска династија 1580—1310.
XIX Тебанска династија 1310—1200.
XX Тебанска династија 1200. – 1085.
Египат под влашћу Либијских плаћеника, Етиопљана и Асираца. 1085. – 663.
XXI Таниска династија 1085. – 950.
XXII Бубастика династија 950.-730.
XXIII Таниска династија 817.-730.
XXIV Саиска династија 730. – 715.
XXV династија – Превласт Етиопије 751.-656.
Превласт Асираца. 671-663.
Саиска држава
XXVI саиска династија 663. – 525.
XXVII династија – Прва персијска владавина 525.-404.
XXVIII династија 404.- 398.
XXIX династија 398.-378.
XXX династија 378.-341.
Друга персијска владавина – 341.- 333.
Птолемејиди 331.- 30. п. н. е.